# Muzajos
Muzajos (vel Musaios, Musée, Musaeus, Mousaíos, Muzajon, Muzeusz), gr. Μουσαίος – grecki poeta, gramatyk z drugiej połowy V wieku, uczeń Nonnosa z Panopolis, autor poematu erotycznego Hero i Leander (gr. Ta kath' Hīrō kai Leandron), kończącego się śmiercią kochanków; temat podejmowany przez wielu późniejszych poetów i muzyków.

## Postać
Kiedy humaniści włoscy dostali do rąk w 1494 roku pierwsze wydanie epyllionu Muzajosa (ukazało się prawie równocześnie we Florencji i Wenecji), uznali jego twórcę za ucznia mitycznego poety Orfeusza, równie mitycznego Muzajosa. Uznali go tym samym za najstarszego, zachowanego poetę greckiego, starszego nawet od Homera. Jeszcze w 1561 Giulio Cesare Scaligero w swej sławnej Poetyce, głosił chwałę kapłana attyckiego, przedhomerowego Muzajosa. Już jednak jego syn Joseph Justus Scaliger uznał ten jego pogląd za błędny. A Isaac Casaubon dostrzegł w poemacie pewne zapożyczenia od Nonnosa. Dopiero jednak ustalenie reguł heksametru nonniańskiego przez Johanna Gottfrieda Jakoba Hermanna w 1803 roku, pozwoliło jego następcom dowieść zależności Muzajosa od Nonnosa i umieścić go w drugiej połowie V wieku, a przed Pawłem Silencjariuszem, żyjącym w pierwszej połowie VI wieku, który w odpowiedzi (V 293) na epigram Agatiasza, mówi o zakochanym Leandrze, który co noc przepływa morską cieśniną. Sam Agatiasz w swojej Historii pisze, że miasto Sestos jest często opiewane i wymieniane przez poetów z powodu sławnej pochodni Hero z Sestos oraz miłości i śmierci Leandra.
Znajomość okolic Konstantynopola, szczegółowe wskazówki, gdzie szukać wież Hero w Sestos, jak i znajomość burzy w cieśninie, każe badaczom przypuszczać, że autor znał te miejsca z autopsji i najprawdopodobniej żył i pracował w stolicy Cesarstwa.

## Układ utworu

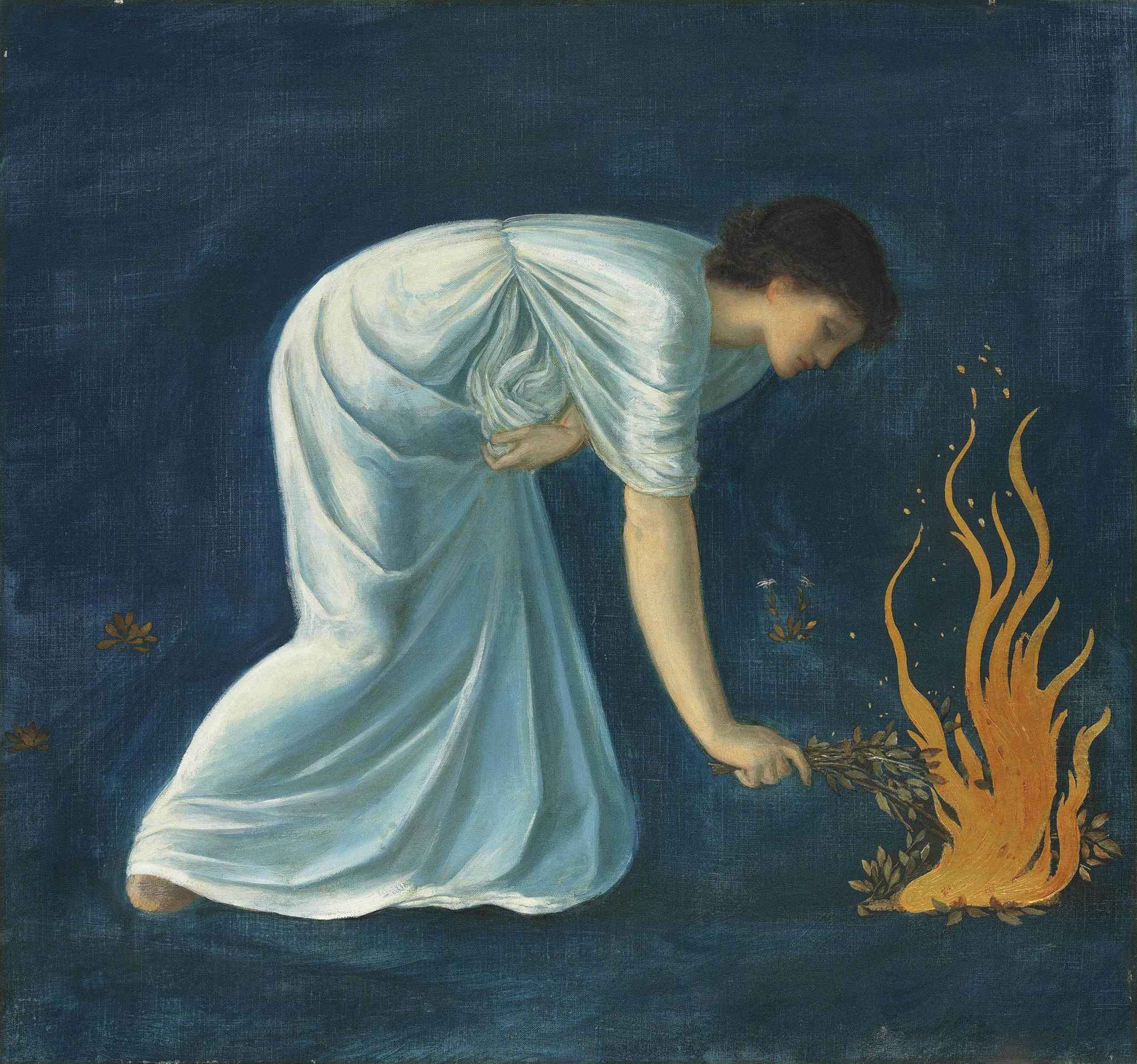
Hero Edwarda Burne-Jonesa. Ontario Art Gallery. Toronto

Muzajos rozpoczyna swój utwór od wezwania bogini, by opowiedziała całą historię. Wymienia dwa główne motywy swego utworu: pochodnię świadka tajemnej miłości i burzę na morzu, świadka odwagi młodzieńca. Od początku nad głównymi bohaterami zawisa nieszczęście ujęte w motywy światła i ciemności, wesela i smutku.
Utwór rozpoczyna się od świątecznej wrzawy tłumów przybyłych do świątyni Afrodyty, by uczcić jej krótkotrwałe połączenie z Adonisem. Wielu młodzieńców z całej Egei zwabiła do Sestos sława urody kapłanki bogini, Hero. Głoszą więc pochwałę jej urody, po czym się rozchodzą. Na placu pozostają tylko Hero i Leander. Zakochany od pierwszego wejrzenia młodzieniec pozdrawia ją dwornie, jak Odys Nauzykę. Dziewczyna, z początku jakby obrażona, ulega w końcu żarowi jego wymowy. Daje się mu zaprowadzić do ustronnej komnaty, gdzie zostaje jego żoną.
O ile przekonywanie ukochanej przez Leandra przedstawione jest dosyć obszernie, z powołaniem się na mity o Heraklesie i Omfale oraz Atalancie i Melanionie, jej oddanie jest przedstawione bardzo oszczędnie. Cisza i ciemność panujące nad łożnicą zdają się zwiastować nieszczęście, jakby Hero oddając się Leandrowi złamała ślub czystości złożony bogini i naraziła się tym samym na niechybną karę z jej strony. Wszystko to pozostaje w sferze przeczuć, poeta bowiem tego tradycyjnego motywu wcale nie przywołuje, pozostawiając dalszy przebieg zdarzeń losowi.
Pierwsza noc poślubna jest jedyną sceną miłosną opisaną przez poetę. Dalsze dziej miłości opowiedziane są w kilku słowach. Szerzej opowiada dopiero autor pierwszą noc zimową, połączoną z burzą na morzu, odwagę dzielnego pływaka, który stara się przepłynąć cieśninę, niepokój kapłanki, zgaszenie przez wiatr pochodni na wieży i śmierć młodzieńca w ciemnościach. Znalezienie jego zwłok nad ranem na brzegu morza i skok rozpaczy Hero z wieży, tak że jej zwłoki łączą się ze zwłokami męża. Wszystko opowiedziane jest oszczędnie, jakby wzruszenie hamowało słowa poety.

## Kompozycja, język
Epyllion Muzajosa liczy sobie 348 wersy. Został napisany heksametrem nonniańskim. Jakkolwiek Muzajos korzystał przy pisaniu swego poematu, podobnie jak wcześniej Owidiusz, z zaginionego hellenistycznego utworu, odstąpił od tradycji aleksandryjskich, wplatających w tok opowiadania liczne, rozbudowane epizody poboczne i ograniczył się do jednego wątku, tworząc jednolitą i zwartą całość. Z tego powodu nazwano jego poemat: ostatnią różą w więdnącym ogrodzie poezji greckiej.
Styl Muzajosa nie jest wolny od słabości. Poeta nadużywa epitetów, które towarzyszą prawie każdemu rzeczownikowi. Są to epitety używane przez stulecia od Homera po Nonnosa i przeważnie już zużyte. Bizantyński poeta wzmacnia nimi każde zdanie nie dbając o to, że mogą razić ucho słuchacza. Filologów niepokoją pewne niekonsekwencje: dublet w opisie komnaty ślubnej, chaotyczność opisu burzy. Nie wiadomo czy wynikają ze słabości autora czy ze stanu, późnych zresztą, bo pochodzących z XIV i XV wieku, rękopisów.

## Recepcja

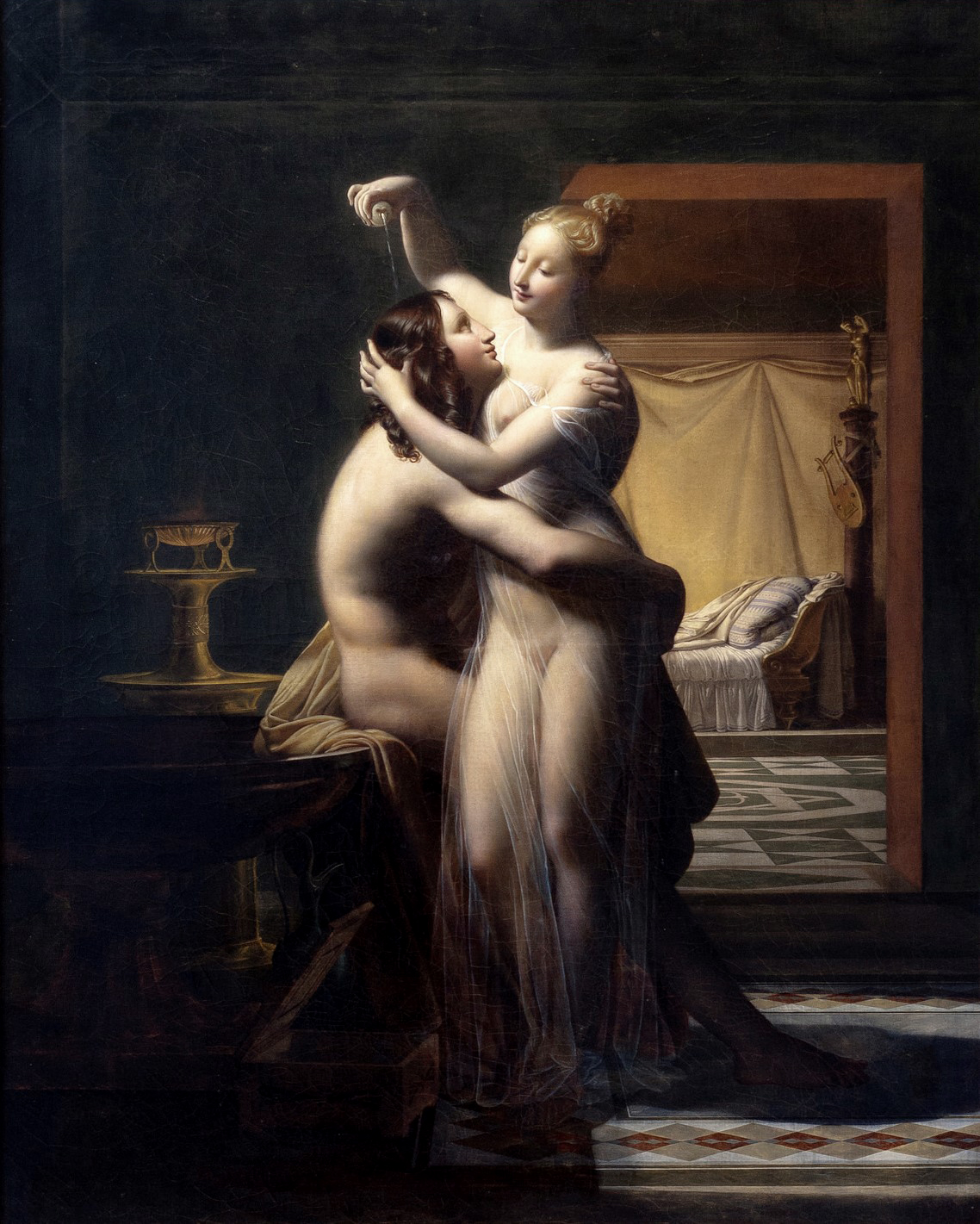
Hero i Leander Pierre-Claude'a Delorme'a

Historia o kochankach, rozdzielonych głęboką wodą, zmuszonych ukrywać swą miłość i spotykać się tylko nocą, znana jest szeroko w poezji ludowej wielu krajów i pokoleń. On może się z nią widywać tylko, gdy przepłynie przez wodę, kierując się blaskiem zapalonej przez nią pochodni, ona jest najczęściej królewną albo zakonnicą zamkniętą w wysokiej wieży. Wiatr albo zazdrosny mężczyzna gasi pochodnię, ukochany tonie, jego wybranka rzuca się z wieży. Nie wiadomo czy ta pieśń przywędrowała do Grecji, a potem do Europy, czy też wyszła z Bizancjum, gdzie powstała legenda wyjaśniająca nazwę wież morskich nad Hellespontem.
W XIX wieku (1801) balladę opartą na utworze Muzajosa pt. Hero und Leander napisał Friedrich Schiller. Po nim opracowaniem tematu ludowego w balladzie zaczynającej się od słów Es waren zwei Königskinder zajął się Heinrich Heine. W 1831 roku austriacki poeta Grillparzer napisał tragedię Des Meeres und der Liebe Wellen.
W Polsce utwór Muzajosa przetłumaczył jako pierwszy u schyłku Odrodzenia przetłumaczył pisarz grodzki krakowski i sekretarz królewski, Jan Walenty Jakubowski (Leander i Hero, Kraków 1572). Pod koniec XVIII wieku swój przekład epyllionu ogłosił w Warszawie pijar Franciszek Zagórski (Muzeusz, poeta grecki, o Leandrze i Herze, Warszawa 1796). W sto lat później filolog Franciszek Konarski opublikował trzeci przekład utworu (Muzajosa Hero i Leander, Złoczów ok. 1890). W 1951 roku z kolei ukazało się w Wyborze nowel greckich tłumaczenie utworu prozą, dokonane przez Mieczysława Brożka. Wreszcie w 1955 roku w Meandrze ukazał się piąty przekład utworu, autorstwa Tadeusza i Grzegorza Sinków, zatytułowany: Muzajos Gramatyk, Hero i Leander.

## Tłumaczenia twórczości Muzajosa na język polski
- Leander i Hero, tł. Jan Walenty Jakubowski, Kraków 1572.
- Leander i Hero, tł. Franciszek Konarski, Złoczów ok. 1890.
- Hero i Leander, tł. Tadeusz i Grzegorz Sinko, „Meander”, 1955 nr 4.
- Hero i Leander, tł. Jędrzej Soliński, Warszawa 2015.
- Muzajosa opowieść o Hero i Leandrze, tł. Włodzimierz Appel, Poznań 2022.